# Indeks ZEW

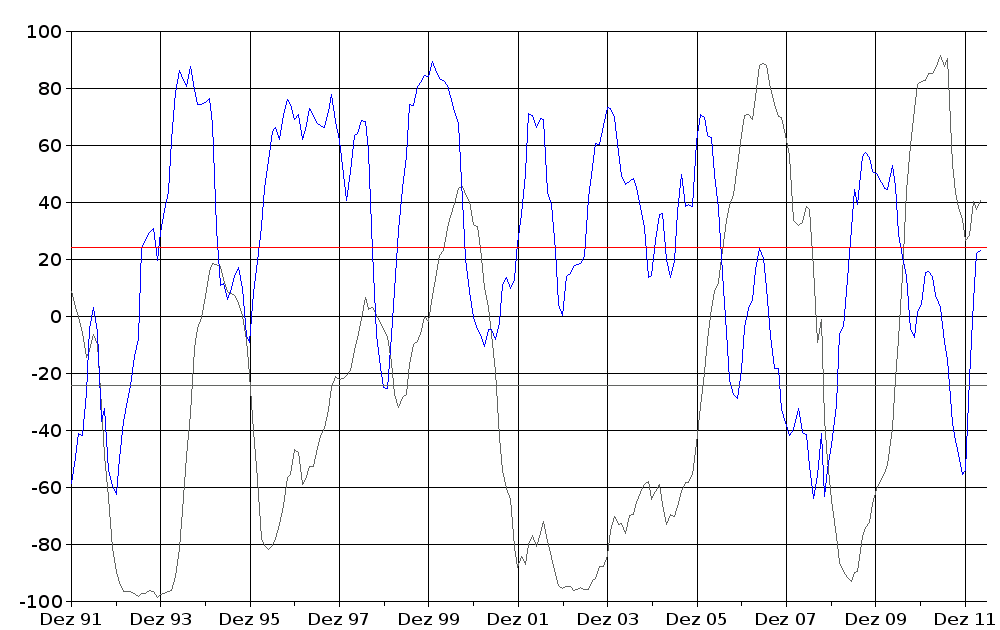
Indeks ZEW od grudnia 1991 roku: niebieska linia oznacza przewidywania gospodarcze, czerwona: średnią przewidywań, zielona: średnią ocenę aktualnego stanu gospodarki

Indeks ZEW – indeks badania koniunktury autorstwa niemieckiego instytutu ZEW w Mannheimie. ZEW jest wskaźnikiem obrazującym opinie i nastroje dotyczące rozwoju sytuacji gospodarczej w Niemczech. Jego tworzenie polega na pytaniu około 400 analityków oraz specjalistów o ich średnioterminowe przewidywania odnośnie do koniunktury oraz przyszłej sytuacji na rynkach finansowych. Wynikiem jest różnica pomiędzy pozytywnymi i negatywnymi prognozami sytuacji gospodarczej w przeciągu następnych sześciu miesięcy. Według stanu za luty 2011 roku, jego średnia wartość wyniosła 26,7 punktu. Najwyższą wartość indeks wykazał w styczniu 2000 roku – 89,6 punktu, zaś najmniejszą w lipcu 2008 roku, kiedy osiągnął -63,9 punktu.